# Giuseppe Biancani
Giuseppe Biancani (em latim: Josephus Blancanus; Bolonha, 8 de março de 1566 – Parma, junho de 1624) foi um astrônomo, matemático e religioso jesuíta. 

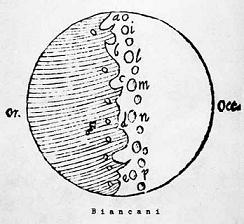
Mapa lunar de Biancani

A cratera lunar Blancanus é denominada em sua memória.

## Obras
- De mathematicarum Natura dissertatio. Una cum Clarorum mathematicorum chronologia (Bologna 1615)
- Aristotelis loca mathematica ex universes ipsius operibus collecta et explicata (Bologna 1615)
- Sphaera mundi, seu cosmographia demonstrativa, ac facili methodo tradita (Bologna 1619)
- Constructio instrumenti ad horologia solaria (1635)
- Echometria, id est Geometrica traditio de Echo (Modena 1635)

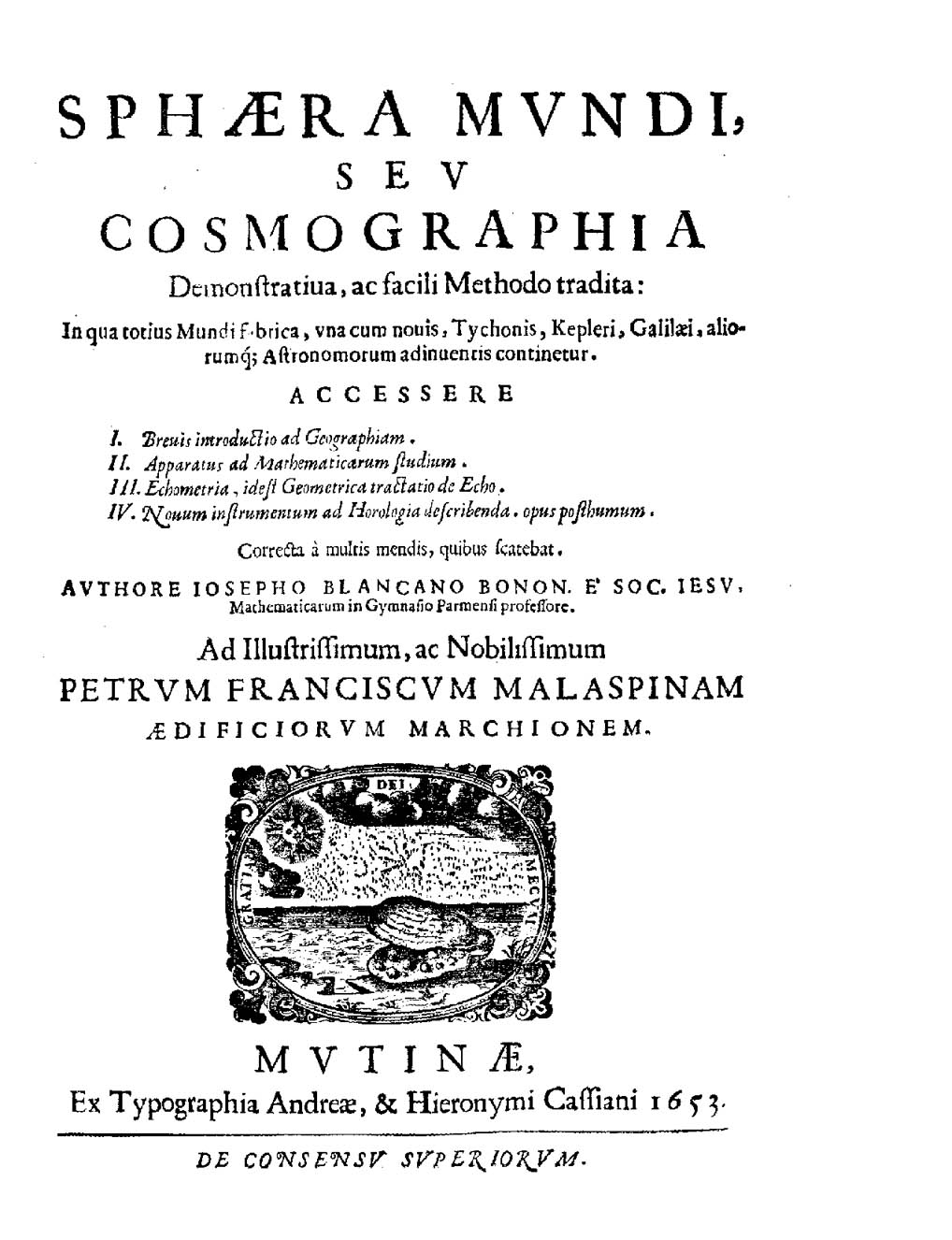
Sphaera mundi, seu Cosmographia demonstrativa, 1653